# پلیشچانیسی
پلیشچانیسی (به لاتین: Plieščanicy) یک منطقهٔ مسکونی در بلاروس است که در منطقه مینسک واقع شده‌است. پلیشچانیسی ۷٫۷۹۴۱ کیلومتر مربع مساحت و ۵٬۸۳۵ نفر جمعیت دارد و ۲۱۱ متر بالاتر از سطح دریا واقع شده‌است.